# 健康カプセル!ゲンキの時間
『健康カプセル!ゲンキの時間』（けんこうカプセル ゲンキのじかん）は、2012年4月1日より、CBCテレビの製作により、TBS系列で毎週日曜日7時から7時30分（JST）に放送されている健康に関する情報番組。

## 概要
前番組『週刊!健康カレンダー カラダのキモチ』が、スポンサーのテルモ降板に伴う打ち切りを受け、その翌週から番組スポンサーを、制作局のCBCテレビと同じ名古屋市に本社を置き、医薬品類を取り扱う企業である興和が務め、番組タイトルを変更し、開始された情報番組。ゆえに番組コンセプトは前番組とほぼ同じである。
出演者は前番組でもメイン司会を務めた三宅裕司と一部プレゼンターが続投する一方、サブ司会は渡辺満里奈に交代した。また、毎回ゲンキスチューデントと称する女性ゲストが概ね3週間のスパンで交代しながら出演する。
三宅と渡辺は2019年3月31日放送分を以て番組を降板し、同年4月7日放送分からは新たな司会として筧利夫（俳優）と西尾由佳理（フリーアナウンサー、元日本テレビアナウンサー）が加入した。MC交代後はナレーションや一部スタッフの変更が見られる。
その後、2021年6月27日放送分を以て筧と西尾が降板し、同年7月4日より、新MCとして石丸幹二、新サブMCとして坂下千里子が加入した。

## 出演者
MC
- 石丸幹二（2021年7月4日 - ）
- 坂下千里子（2021年7月4日 - ）

ゲスト出演者
- 須田亜香里（SKE48）
- 榊原郁恵
- 藤井サチ
- 松本明子
- 高島礼子
- 西野未姫
- 濱口優（よゐこ）
- 天野ひろゆき（キャイ～ン）
- 武藤十夢
- 久本雅美
- 山本萩子
- 渡辺いっけい
- 小手伸也
- 片桐仁
- 島崎和歌子
- ファーストサマーウイカ

進行（2021年7月〜）
※○はVTRにも出演。
- 金子貴俊○
- ユージ○
- 虻川美穂子（北陽）○
- 宇治原史規（ロザン）
- コカドケンタロウ（ロッチ）○
- なすなかにし○[注 4]
- 中村仁美○
- U字工事○[注 5]
- 坪倉由幸（我が家）○
- 山本里菜○

### 過去の出演者
MC
- 英玲奈（2012年4月1日 - 2016年9月25日）
- 三宅裕司（2012年4月1日 - 2019年3月31日）
- 渡辺満里奈（2012年4月1日 - 2019年3月31日）
- 筧利夫（2019年4月7日 - 2021年6月27日）
- 西尾由佳理（2019年4月7日 - 2021年6月27日）
- 鷲見玲奈 （2021年2月28日・3月7日・3月14日放送分）- 西尾の代役[5]。

ゲンキスチューデント（50音順、基本3週間替わり）
- 赤楚衛二
- 朝日奈央
- 新井恵理那
- 泉里香
- 岡井千聖
- 岡副麻希
- 岡田結実
- 片岡安祐美
- 北原里英
- 木下桜
- 小芝風花
- 佐野ひなこ
- 高田秋
- 滝裕可里
- 谷まりあ
- 中村静香
- 中村嶺亜（7 MEN 侍 / ジャニーズJr.）
- 馬場ももこ
- 春香クリスティーン（2012年4月1日 - 2018年3月25日）

ゲスト出演者
- 川合俊一
- 光浦靖子（オアシズ）
- 濱口優（よゐこ）

ゲンキリサーチャー（週替わり）
- お笑い芸人
  - コンビ（ヴェートーベン、X-GUN、ずん、ザ・たっち、U字工事、なすなかにし、レギュラー、ハマカーン、ライセンス）
  - 3人組（我が家）
  - メンバー1人（深沢邦之（Take2）、レッド吉田（TIM）、木本武宏（TKO）、古坂大魔王、あばれる君、くわばたりえ（クワバタオハラ）、山根良顕（アンガールズ）、白鳥久美子（たんぽぽ）、コカドケンタロウ（ロッチ）
- 女性タレント（山田まりや、磯山さやか）
- 俳優（伊東孝明、杉浦太陽、中村昌也）
- 落語家（林家木久蔵）

## スタッフ
- 監修・医学博士：各回テーマごとに異なる
- ナレーション：松本考平
- 構成：山下直美、古林壮太、高橋かづゆき
- リサーチ：菅将仁
- CAM：橋本俊令、植上克己、森村吉則、伊藤康雄、水口智博、丸山宗広ほか
- VE：阿部光博、中道勇然、三宅里奈、吉川淳、西浦真之介、村田裕規、村本達弥、岡本隆朗、伊計大助、桑原勝、對馬千鶴、平池雄志、宮田翔太、吉田正志、廣瀬直樹ほか
- ＜スタジオ技術＞
  - TP：井上浩
  - SW：竹原史晃
  - CAM：米持裕太、西村洋、川浦慎一、山下剛、大鋸玄記
  - VE：大沢浩一、河野良博、平野浩司、岡靖、権田直弥、黒沼良将、松浦浩平、榎本和樹
  - LD：山本聖、野島哲也、大野裕貴、石川陽一
  - MIX：小幡一嘉、清家克己、木村司、石崎裕一、小野日向子、田中康之
  - EED：米澤武史、布山隆治、太田健二・青木保憲（麒麟スタジオ）、李公煕（メディア・リース）
  - MA：赤羽充、岡田晋一
  - 音響効果：冨田昌一、斉藤秋里
  - 技術協力：千代田ビデオ、ヒートワン、ポジティヴワン、aaiほか
- ＜美術＞
  - 美術プロデュース：小野寺一幸
  - デザイン：道勧英樹
  - 美術進行：中里昭博
  - 美術協力：アートフォー
- CG制作：ぴーたん
- 編成：大羽秀樹、田中久留美（CBC）
- 宣伝：中村友寛（CBC）
- WEB：伊藤一、江邑竜也、長谷川琢也（CBC）
- 企画協力：dentsu
- ブレーン：間マサムネ
- FD/AD：東乃天、雪丸夏
- FD/ディレクター：坂井直之、濱田大樹
- AD：星野友希、柳里奈子、野原三咲貴、竹内虎太郎、川浪亜紀
- AP：小竹宏美、佐々木彩乃
- ディレクター：石原寛基（以前はAD）、津坂健一、西重雄（一時離脱→復帰）、鈴木準也、鈴木章浩、山本康二
- 演出/ディレクター：吉本竜二
- 総合演出：藤極忠晴（JUMP、以前は演出）
- プロデューサー：贄康平、柴田知宏（CBC）、芦田政和、松本定子、小荷田麻美（以前はAD►AP）（JUMP）、塩崎智晴
- 制作協力：JUMP、ジーズ・コーポレーション
- 製作著作：CBCテレビ

### 過去のスタッフ
- ナレーション：三村ロンド、山田茉莉
- 構成：松田敬三、建部和史
- TP：山口義哲、坂西敏明
- SW：関口文雄、村田陸彦、中川祐次
- スタジオCAM：岩見憲明、岩倉康宏、富岡三陸、大谷アグリ、横山明日香
- スタジオVE：荻野谷直樹、加藤大助、池田祐一郎、水脇学
- LD：千葉雄、宮田千尋、加藤恵介、藤山真緒
- MIX：渡邊祐一、服部仁史、佐藤可奈
- TK：TBG
- EED：高橋航介、小針正史、茂木雅人、森川舜太、山本夏希、真木涼平、池田澪、松村佳明、山﨑稔、是永彩希、李公煕、村松千宏、佐々木逸人（麒麟スタジオ）
- MA：中尾和博、小田和博、川端千尋、豊田紗佑里、林美蘭
- 音響効果：林正貴
- 技術協力：四国東通、スウィッシュ・ジャパン、NiTRo、ヴイ・ビジョンスタジオ、麻布プラザ
- 編成：林大策、中野伸哉、田中俊彦（CBC）
- 宣伝：須原健太郎、真岡哲海、橋本栄次、佐藤綾子（CBC）
- WEB：松本徹、柴田圭介、木下大、河野浩之（CBC）
- FD：黒川和樹、後河佑宜
- AD：高尾周作、檜山麗奈、尾﨑ちひろ、畑中里依、綿貫遥、榊原佑記、佐藤公昭、長島巧季、米田磨路惟、山下壱晟、高迩偖、山家総一郎、長谷川柚季、遠藤巧弥、吉元未空、佐々木拓海、朝倉一騎
- AP：三宅明香、濱川祐美、阿部佳音
- ディレクター：平岡綾恵、山本真之介、永井宏幸、田村容子、小野嘉良子、加納高志、後河佑宜、山内学、山口徳郎、山田佳南子、米嶋悟志、田中慎一、河合優、柴田徹郎
- チーフディレクター：原慎弥（CBC）
- プロデューサー：今泉昌也、稲垣邦広、岩井富士夫、磯部隆、中川陽介、横山公典、斉藤龍昭（CBC）、元木伸一、風見昌弘、沢口恵美

## 備考

### 番組休止・変更
- 毎年4月上旬（4月第2金曜日 - 第2月曜日）に開催される『マスターズ・トーナメント』のテレビ中継が放送される際は番組が休止となる。
- 毎年12月末、1月の『がっちりマンデー!!』の1時間スペシャルが放送される際も番組が休止となる。
- 2014年7月6日は、『2014 FIFAワールドカップ 準々決勝・オランダvsコスタリカ』中継のため休止。
- 2015年12月27日は、『サンデーモーニング』の拡大版（年末スペシャル）、2017年1月8日と2018年1月7日と2019年1月6日は、『サンデーモーニング』の拡大版（新春スペシャル）（7時 - 9時54分）放送のため休止。
- 2017年1月1日は、『森田さんのニッポンの初日の出 2017』（6時30分 - 7時30分）放送のため休止。2016年12月31日（土）（8時 - 9時）に本番組の特別番組「大晦日!身体の大そうじSP」が放送された。
- 2019年9月29日と10月6日は、『世界陸上競技選手権大会ドーハ』中継のため休止。
- 2019年10月13日放送分について、一部地域では台風19号に関する報道特別番組に差し替えたため、同月26日（TBS・テレビ山梨）もしくは27日（信越放送）に振替放送を実施。
- 2021年1月3日は、新春ワクワクドラマSP『MIU404』第5話～第9話の放送のため休止。
- 2022年1月2日は、新春ワクワクドラマSP『99.9-刑事専門弁護士-SEASONII』第5話～第8話の放送のため休止。
- 2022年7月17日は、『世界陸上競技選手権大会オレゴン』の中継のため休止。
- 2023年1月1日は、『Nスタ特別編』（6時30分 - 7時30分）の放送のため休止。
- 2023年10月15日は、マラソングランドチャンピオンシップ男子 2024年パリオリンピックマラソン代表選考レースの中継のため休止。

## ネット局と放送時間
| 放送対象地域   | 放送局                    | 系列    | 放送時間               | ネット状況 |
| -------------- | ------------------------- | ------- | ---------------------- | ---------- |
| 中京広域圏     | CBCテレビ（CBC）          | TBS系列 | 日曜 7時00分 - 7時30分 | 【制作局】 |
| 北海道         | 北海道放送（HBC）         | TBS系列 | 日曜 7時00分 - 7時30分 | 同時ネット |
| 青森県         | 青森テレビ（ATV）         | TBS系列 | 日曜 7時00分 - 7時30分 | 同時ネット |
| 岩手県         | IBC岩手放送（IBC）        | TBS系列 | 日曜 7時00分 - 7時30分 | 同時ネット |
| 宮城県         | 東北放送（tbc）           | TBS系列 | 日曜 7時00分 - 7時30分 | 同時ネット |
| 山形県         | テレビユー山形（TUY）     | TBS系列 | 日曜 7時00分 - 7時30分 | 同時ネット |
| 福島県         | テレビユー福島（TUF）     | TBS系列 | 日曜 7時00分 - 7時30分 | 同時ネット |
| 関東広域圏     | TBSテレビ（TBS）          | TBS系列 | 日曜 7時00分 - 7時30分 | 同時ネット |
| 山梨県         | テレビ山梨（UTY）         | TBS系列 | 日曜 7時00分 - 7時30分 | 同時ネット |
| 長野県         | 信越放送（SBC）           | TBS系列 | 日曜 7時00分 - 7時30分 | 同時ネット |
| 新潟県         | 新潟放送（BSN）           | TBS系列 | 日曜 7時00分 - 7時30分 | 同時ネット |
| 静岡県         | 静岡放送（SBS）           | TBS系列 | 日曜 7時00分 - 7時30分 | 同時ネット |
| 富山県         | チューリップテレビ（TUT） | TBS系列 | 日曜 7時00分 - 7時30分 | 同時ネット |
| 石川県         | 北陸放送（MRO）           | TBS系列 | 日曜 7時00分 - 7時30分 | 同時ネット |
| 近畿広域圏     | 毎日放送（MBS）           | TBS系列 | 日曜 7時00分 - 7時30分 | 同時ネット |
| 鳥取県・島根県 | 山陰放送（BSS）           | TBS系列 | 日曜 7時00分 - 7時30分 | 同時ネット |
| 岡山県・香川県 | RSK山陽放送（RSK）        | TBS系列 | 日曜 7時00分 - 7時30分 | 同時ネット |
| 広島県         | 中国放送（RCC）           | TBS系列 | 日曜 7時00分 - 7時30分 | 同時ネット |
| 山口県         | テレビ山口（tys）         | TBS系列 | 日曜 7時00分 - 7時30分 | 同時ネット |
| 愛媛県         | あいテレビ（itv）         | TBS系列 | 日曜 7時00分 - 7時30分 | 同時ネット |
| 高知県         | テレビ高知（KUTV）        | TBS系列 | 日曜 7時00分 - 7時30分 | 同時ネット |
| 福岡県         | RKB毎日放送（RKB）        | TBS系列 | 日曜 7時00分 - 7時30分 | 同時ネット |
| 長崎県         | 長崎放送（NBC）           | TBS系列 | 日曜 7時00分 - 7時30分 | 同時ネット |
| 熊本県         | 熊本放送（RKK）           | TBS系列 | 日曜 7時00分 - 7時30分 | 同時ネット |
| 大分県         | 大分放送（OBS）           | TBS系列 | 日曜 7時00分 - 7時30分 | 同時ネット |
| 宮崎県         | 宮崎放送（MRT）           | TBS系列 | 日曜 7時00分 - 7時30分 | 同時ネット |
| 鹿児島県       | 南日本放送（MBC）         | TBS系列 | 日曜 7時00分 - 7時30分 | 同時ネット |
| 沖縄県         | 琉球放送（RBC）           | TBS系列 | 日曜 7時00分 - 7時30分 | 同時ネット |